# Фіртенуш
Фіртенуш (рум. Firtănuș) — село у повіті Харгіта в Румунії. Входить до складу комуни Авремешть.
Село розташоване на відстані 232 км на північ від Бухареста, 54 км на захід від М'єркуря-Чука, 121 км на схід від Клуж-Напоки, 92 км на північний захід від Брашова.

## Населення
За даними перепису населення 2002 року у селі проживали 257 осіб, усі — угорці. Усі жителі села рідною мовою назвали угорську.